# Chocolat (payaso)
Rafael Padilla, más conocido por el nombre artístico, Chocolat o Monsieur Chocolat (Capitanía General de Cuba, 1868-Burdeos, 4 de noviembre de 1917) fue un payaso y artista de circo cubano y ascendencia afro-cubana que actuó en París, en las décadas finales del siglo XIX y primeras del XX. Fue uno de los artistas negros que tuvo éxito en la Francia moderna, siendo el primero en tener un rol protagónico en sus actuaciones de pantomima de circo. Junto al payaso británico George Foottit, revolucionaron el modelo de pareja cómica, asentando el formato del payaso sofisticado carablanca, acompañado del payaso tonto augusto.
El pintor francés Henri de Toulouse-Lautrec, le dedicó una de sus caricaturas y posteriormente fue recordado por cineastas como John Huston y Gene Kelly.

## Trayectoria

### Primeros años
Nació en Cuba y aunque no hay precisión sobre la fecha, se estima que fue entre 1865 y 1868. Probablemente nació como esclavo, lo cual explicaría por qué su nacimiento no fue registrado. Es probable que naciera antes del 17 de septiembre de 1868, porque en 1870 el gobierno español emancipó a todos los esclavos nacidos desde esa fecha en adelante, a través de la Ley Moret. No nació bajo el apellido Padilla, pero fue uno de varios que adoptó más tarde en su vida. Padilla afirmó no tener ningún recuerdo de sus padres biológicos. Fue criado por una mujer negra pobre en los suburbios de La Habana, mientras en la isla se desarrollaba la Guerra de los Diez Años. Cuando Padila era todavía un niño, fue vendido a un empresario español, Patricio Castaño Capetillo, por 18 onzas de oro.
Al abandonar Cuba, Castaño llevó a Padilla a la casa de su familia en el pueblo de Sopuerta, en el norte de España. Cuba había prohibido el comercio de esclavos en 1862 y bajo la ley internacional Padilla técnicamente abandonaba toda posible condición de esclavo en el momento en el que estuviera en tierra europea. Sin embargo Castaño le trató como tal y como muchos españoles con conexiones coloniales, era anti-abolicionistas y esquivó la ley registrando a Padilla como criado. Padilla era la única persona negra en el pueblo, y no era bien tratado ni por la familia Castaño ni por los habitantes del pueblo. Le hacían dormir en los establos, y no recibió ninguna educación formal.

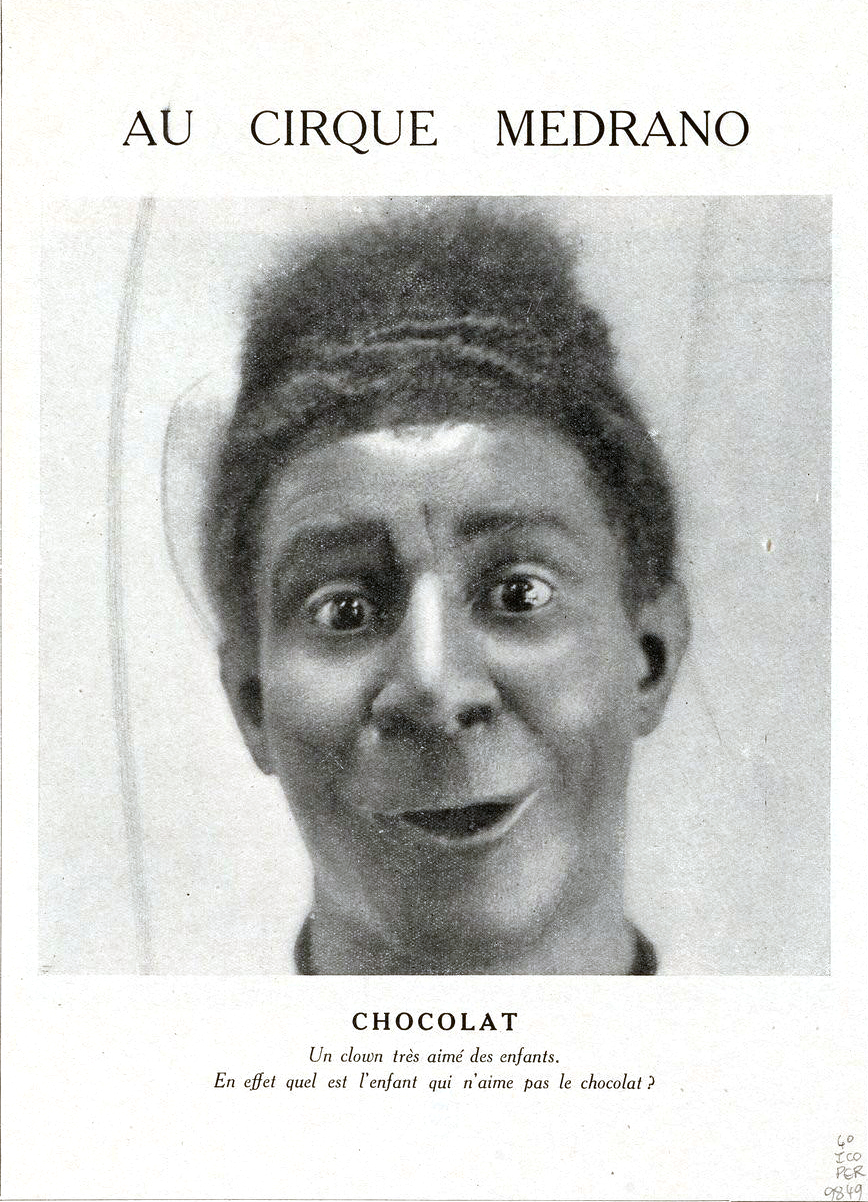
Chocolat en el Cirque Medrano

En torno a la edad de 14 o 15 años, huyó de Castaño. Trabajó en las canteras del País Vasco, posteriormente se estableció en Bilbao, donde desempeñó distintos trabajos. En Bilbao conoció a Tony Grice, un payaso inglés, quien le contrató como ayudante y criado. Grice ocasionalmente incorporó a Padilla en sus actuaciones. No disfrutó esta vida, en varias ocasiones abandonó a Grice, regresando de nuevo al verse forzado por no encontrar ocupación en otro lugar.

### Debut
Pese a toda la notoriedad pública del nuevo dúo iría en aumento, sobre todo cuando empezaron a trabajar para el Nouveau Cirque (Circo Nuevo) del español Josep Oller en París, durante octubre de 1886. El nombre artístico de Rafael, Monsieur Chocolat le fue dado por Grice. En 1888, su sociedad acabó, cuando Henri Agoust, el director del Nouveau Cirque contrató a Chocolat como la estrella de una pantomima náutica. Agoust veía a Chocolat como un potencial bailarín estrella y mimo, y probó estar en lo correcto: su primer espectáculo, "La Boda de Chocolat" recogió un éxito enorme.

El espectáculo creció durante los siguientes cinco años, trabajando en equipo con los payasos Pierantoni, Kestern y Geronimo Medrano. Durante este periodo conoció al amor de su vida, Marie Hecquet, quien estaba casada y con dos niños, pero ella se divorció de su marido en 1895 para empezar una vida nueva con Rafael. Éste adoptó a los niños Eugene y Suzanne como propios y posteriormente trabajaron también en el circo.

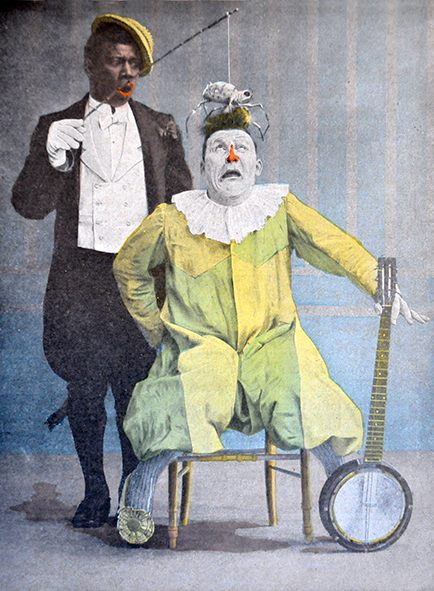
El dúo de Footit y Chocolat actuando en el skit "Araña". Ilustración a color de René Vincent, ca. 1900.

### Foottit y Chocolat
En 1895, Raoul Donval, director del Nouveau Cirque, formó un nuevo dúo, haciendo pareja Chocolat con un payaso británico, George Foottit. La pareja actuó junto durante veinte años, popularizando la comedia de payasos, especialmente con un sketch burlesco sobre Guillermo Tell.
Esta comedia confió fuertemente en la fórmula de las "bofetadas cómicas", otorgando a Chocolat un carácter compatible con la imaginería y prejuicios de aquel tiempo; un carácter que gradualmente deviene en el estereotipo del negro: tonto, infantil y amistoso. Chocolat, aun así, luchó contra el estereotipo diversificando constantemente sus habilidades. La frase "je suis Chocolat", significando "me engaño", fue popularizada por los diálogos en sus shows, introducidos por el dúo en 1901.
En 1905, su contrato con el Nouveau Cirque no fue renovado. Algunos culparon al caso Dreyfus y a la politización de asuntos raciales. A pesar de ello, su carrera juntos logró su cumbre con el Folies Bergère, hasta que quedaron ensombrecidos con la llegada de una generación de nuevos artistas negros americanos.
En 1909, regresaron al Nouveau Cirque con el show Chocolat, aviateur d'Henry Moreau, que fue bien recibido por el público. Pero Foottit y Chocolat terminaron como dúo cómico en 1910, cuando Andre Antoine, director del Odeón, contrató a Foottit para interpretar el personaje del payaso en Romeo y Julieta.

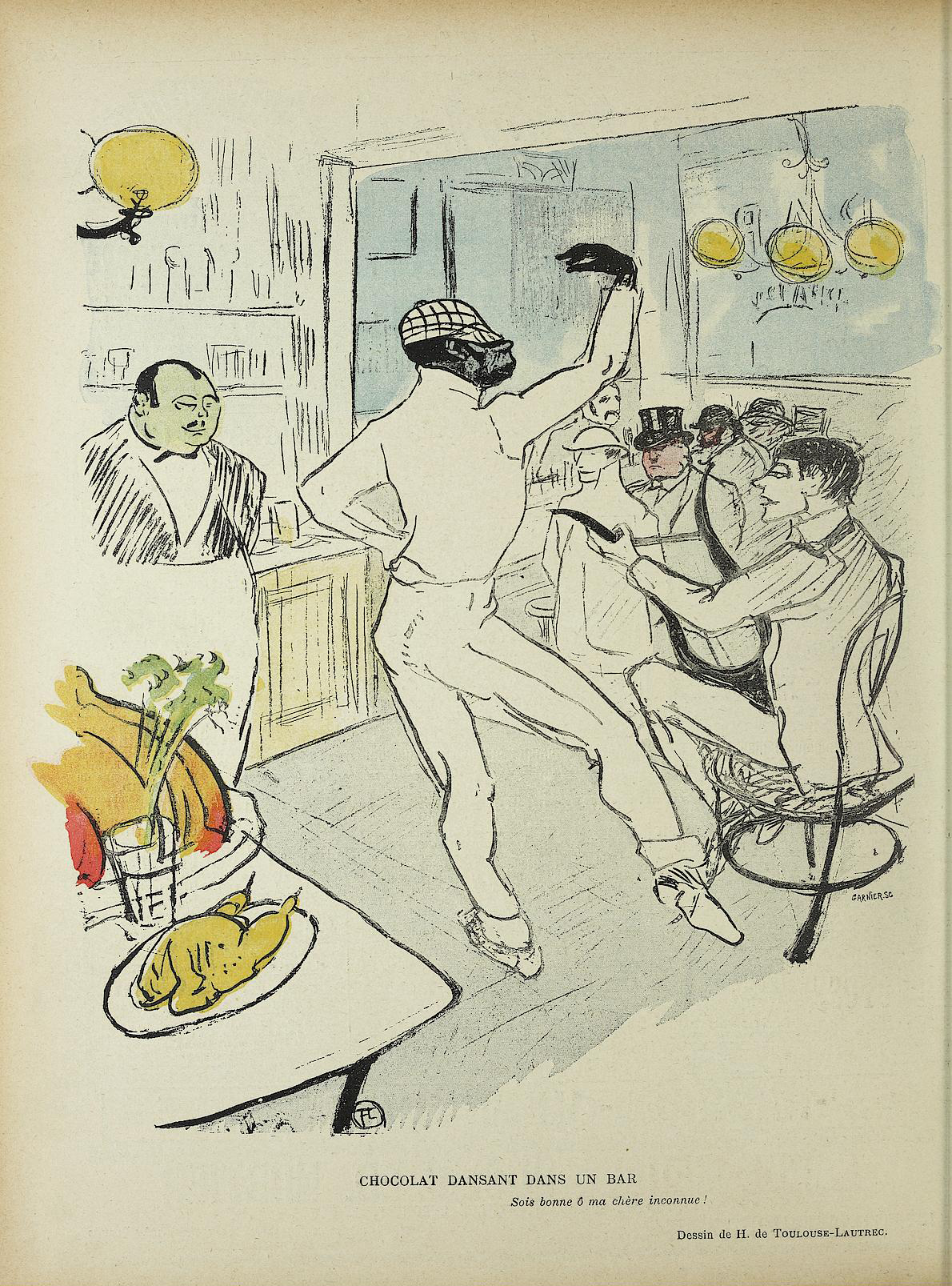
Chocolat, en una ilustración de Toulouse-Lautrec publicada en el semanario humorístico Le Rire en 1896. Esta escena inspiró a Gene Kelly una coreografía para el filme Un americano en París (1951). Un boceto preparatorio para la ilustración se conserva en el Museo Toulouse-Lautrec de Albi.

### Últimos años
Desde la separación del dúo, el éxito de Chocolat fue declinando; intentó obtener papeles largos en obras teatrales, pero no dominaba el francés. Siguió trabajando en escenas cómicas, como una en la que parodiaba a La Bella Otero, y en 1912 formó dúo con su hijo adoptivo Eugène: Tablette et Chocolat. También en esos años Chocolat entretiene a niños hospitalizados, en una temprana experiencia de terapia mediante la risa (Gelotología).
Los últimos años del comediante fueron depresivos: su hija murió de tuberculosis a los 19 años, y él cayó en el alcoholismo. En esa época trabajaba en la compañía circense Rancy. Murió de improviso en un pequeño hotel de Burdeos y fue enterrado en una modesta tumba en plena tierra; dado que las sepulturas de este tipo tenían una vigencia de quince años, se supone que sus restos se han perdido.

## Chocolat en el arte y el cine
El personaje de Chocolat mantiene actualmente cierta notoriedad por la caricatura que Toulouse-Lautrec hizo de él y que fue publicada por el semanario Le Rire; un boceto para esta imagen se conserva en el Museo Toulouse-Lautrec de Albi.
Varias películas han incluido a Chocolat como personaje o se han inspirado en él. En 1952 John Huston le dedicó alguna escena en su película Moulin Rouge, protagonizado por José Ferrer y Zsa Zsa Gabor; y un año antes Gene Kelly había bailado una coreografía en Un americano en París inspirándose en la citada ilustración de Toulouse-Lautrec. En 2016 se estrenó un filme en Francia con Chocolat como protagonista: Monsieur Chocolat, donde el cómico es encarnado por Omar Sy.